# Ванзеват
Ванзеват — село в России, находится в Белоярском районе, Ханты-Мансийского автономного округа — Югры. Входит в состав Сельского поселения Полноват.
Почтовый индекс — 628178, код ОКАТО — 71111915002.

## Климат
Климат резко континентальный, зима суровая, с сильными ветрами и метелями, продолжающаяся семь месяцев. Лето относительно тёплое, но быстротечное.

## Население
| 2010 |
| ---- |
| 310  |